# Alaska Interior

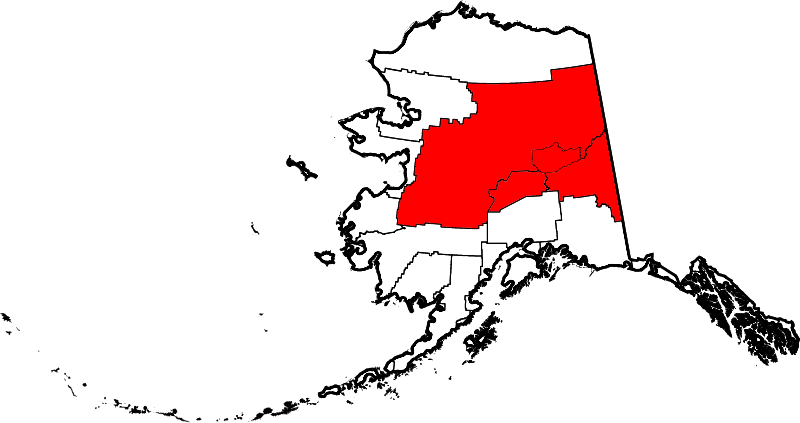
Lage des Alaska Interior

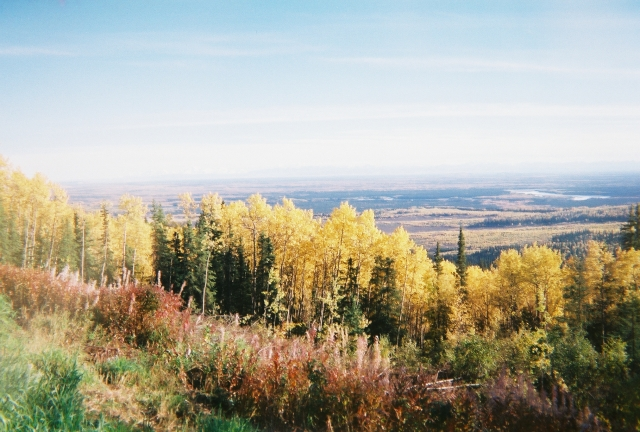
Herbst im Alaska Interior

Alaska Interior ist die größte Region des US-Bundesstaats Alaska, die einen Großteil des Binnenlands mit den Wrangell Mountains und der Alaskakette mit dem Denali umfasst. Im Norden wird sie durch die Brookskette begrenzt. Zwischen diesen Randgebirgen der Kordilleren liegen die zentralen Yukon-Tanana Uplands. Zwischen den Gebirgen durchziehen niedrige Hügelketten mit Pappel- und Birkenwäldern die Region.
Neben Fairbanks, Alaskas zweitgrößte Stadt, liegen unter anderem die Orte Tok, Talkeetna, Eagle, Glennallen, Delta Junction, Nenana, Healy und Cantwell im Interior. Die Trans-Alaska-Pipeline durchquert die Region in nordsüdlicher Richtung. Der Yukon fließt von Kanada kommend durch das Interior zum Beringmeer.
Das Interior ist eine Zone des diskontinuierlichen Permafrostbodens mit Tendenz zum kontinuierlichen Permafrost in der Nähe des Polarkreises. In klaren Winternächten kann Polarlicht am Himmel beobachtet werden.

## Klima
Das Interior ist die Region mit den größten Wetterextremen in Alaska. Es herrscht Kontinentalklima ohne den ausgleichenden Einfluss eines Ozeans, wie es in den Randregionen Alaskas der Fall ist. Die Durchschnittstemperaturen in Fairbanks liegen bei −24 °C im Winter und bei +17 °C im Sommer. Die niedrigste Temperatur im Interior und auch in Alaska wurde 1971 mit −62 °C bei Prospect Creek gemessen. Die höchste Temperatur im Interior und auch in Alaska wurde am 27. Juni 1915 mit 38 °C bei Fort Yukon gemessen.
Durch die hohe Barriere der Alaskakette ist das Interior von den feuchten Luftmassen des Pazifischen Ozeans abgeschirmt. Die durchschnittliche jährliche Niederschlagsmenge liegt bei 360 mm. Stürme im Interior bilden sich meist im Golf von Alaska.